# 細菌小RNA

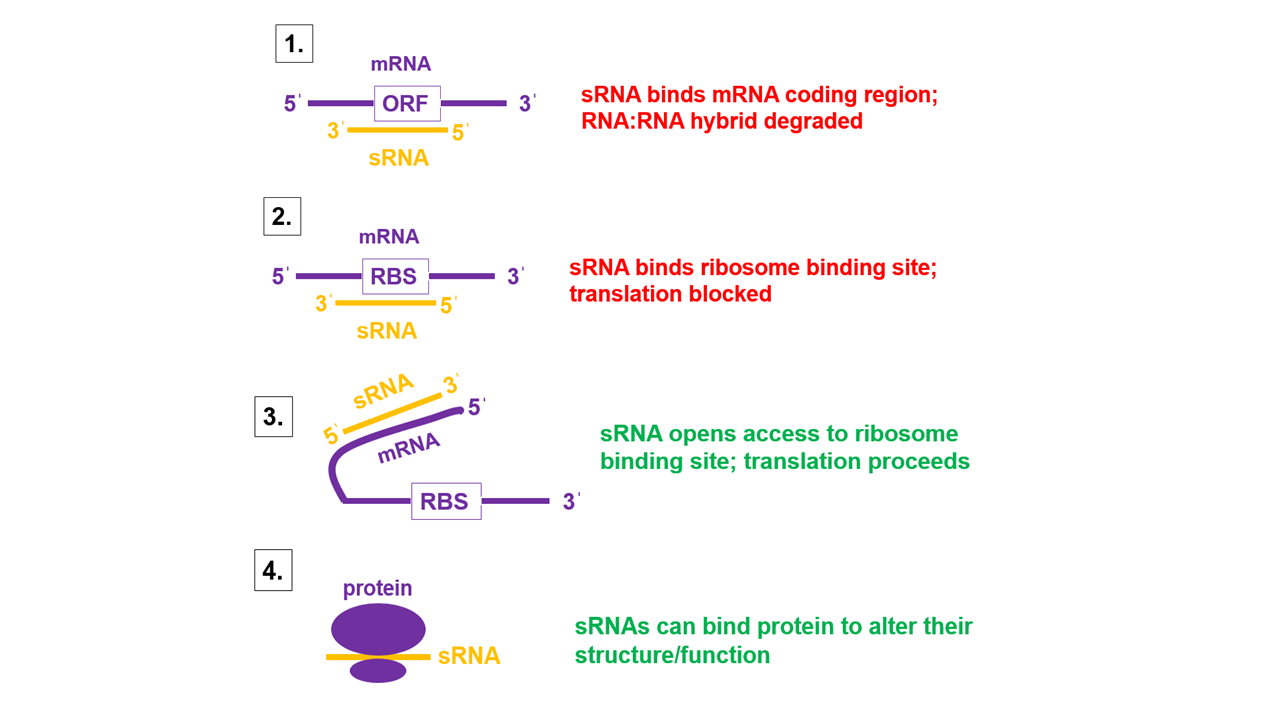
細菌小RNA可與其他RNA或蛋白質結合以影響其功能

細菌小RNA（Bacterial small RNA，簡稱sRNA）泛指細菌中長50至500nt的非編碼RNA，通常具有許多莖環等結構，在大腸桿菌、沙門氏菌、金黃色葡萄球菌、黃單胞菌、根瘤菌與藍綠菌等常見細菌中均有發現。最早發現的細菌小RNA為1984年在大腸桿菌中發現的MicF RNA，可抑制外膜蛋白ompF之mRNA的轉譯，並使其mRNA被降解，不久後又在金黃色葡萄球菌發現了另一種小RNARNAIII，可影響其毒素的合成與釋放。目前已有超過6000種細菌小RNA經RNA測序等技術被發現。
小RNA可與細菌的其他RNA或蛋白質結合，影響基因表現，調控代謝、感染、對環境反應與細胞結構等，與蛋白質結合後可調控其功能，例如6S RNA可與RNA聚合酶結合以調控轉錄、tmRNA與轉錄停滯的核糖體結合以啟動反式轉譯、4.5S RNA（信号识别颗粒RNA）組成信号识别颗粒以調控蛋白質的釋放。許多mRNA結合後可能藉由阻擋或開啟核糖体结合位点而影響其轉譯，還有些小RNA為順式作用元件，是由編碼mRNA基因的另一股DNA轉錄產生，因此序列和該基因mRNA互補，可抑制其表現。
許多小RNA在細菌面臨低溫、缺鐵、缺氮、缺乏養分或DNA受損等壓力時會大量表現，可能與細菌的抗逆境反應有關，例如藍綠菌在缺氮時會表現NsiR1、NsiR8、NsiR9等小RNA，可促進細胞分化成可固氮的異形細胞；另外許多小RNA和細菌的致病能力有關，如金黃色葡萄球菌的RNAIII影響其毒素代謝，大腸桿菌的小RNA DsrA可促進外排泵的表現而增加其對抗生素的抗性；有些小RNA還可影響細菌之間的交互作用，例如弧菌的小RNA（Qrr sRNA）可調控群體感應，綠膿桿菌的小RNA SbrA為其形成生物薄膜所需 。

## 外部連結
- Staphylococcal regulatory RNAs （页面存档备份，存于）